# Margarita Moreno Sanz
Margarita Moreno Sanz (n. 1948) es una botánica española. Fue hasta 2008 profesora en el Departamento de Botánica, Facultad de Biología, de la Universidad Complutense de Madrid.
Ha escrito y publicado La colonización de la Tierra por los vegetales (2004). Ed. Jardín Botánico de Córdoba. 

## Otras publicaciones
- margarita Moreno Sanz, Emilio Fernández-Galiano. 1984. Taxonomía de las especies endémicas del género Iberis L. (Cruciferae) en la Península Ibérica. Colección Tesis doctorales (Universidad Complutense de Madrid) ; volúmenes 70-84 de Tesis doctorales, editor Universidad Complutense, 697 pp.

- La abreviatura «Moreno» se emplea para indicar a Margarita Moreno Sanz como autoridad en la descripción y clasificación científica de los vegetales.[1]